# Slobodan Kovač
Antonio Conte (n. 13 septembrie 1967 în Veliko Gradište) este un fost jucător sârb de volei, acum antrenor la echipa națională a Iranului.